# Saucony

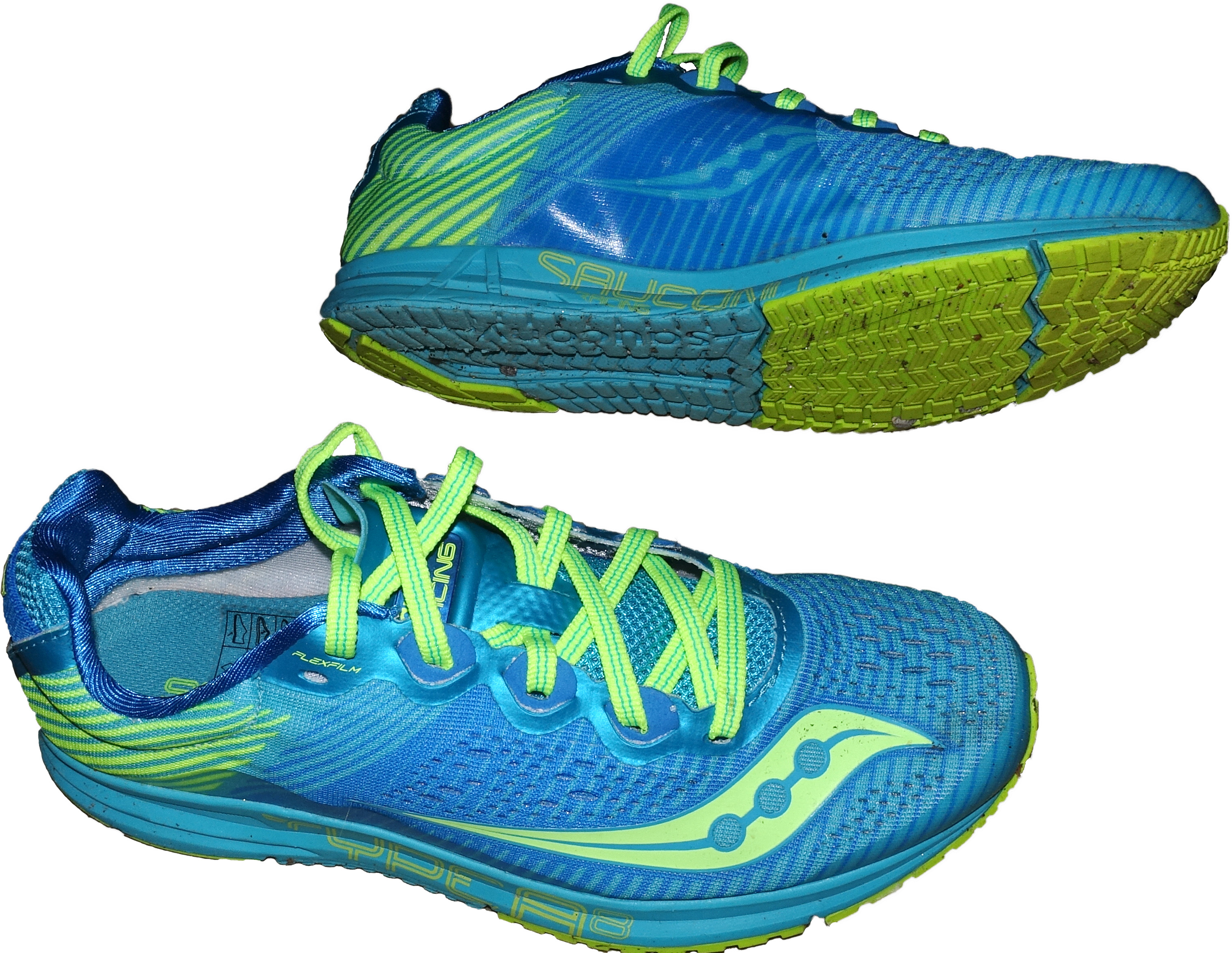
Saucony Type A8

A Saucony é uma fabricante estadunidense de calçados esportivos, hoje mais conhecida por seus premiados premium running shoes.

## História
A primeira fábrica da companhia foi fundada em 1898 em Kutztown, Pennsylvania, às margens do Creek Saucony. Em 1910, o imigrante russo Abraham Hyde começou uma empresa de calçados em Cambridge, Massachusetts, chamada Hyde Athletic Industries. Ao longo dos anos, Hyde tornou-se conhecida por calçados de alta qualidade e tecnologicamente inovadores, incluindo modelos como SpotBilt e PF Flyers; a Hyde Athletic Industries comprou a Saucony no final dos anos 1960, e mudou-se para Cambridge. Até o final dos anos 1990, quando Saucony tornou-se o modelo dominante da Hyde, o nome da empresa foi oficialmente mudado de Hyde Athletic Indústrias para Saucony.
Em junho de 2005, a Stride Rite Corporation (fabricante de Keds, Top-Sider Sperry e outros modelos) anunciou um acordo para adquirir a Saucony. Ambas as empresas estão sediadas na grande região de Boston, Massachusetts: Stride Rite em Lexington e Saucony em Peabody. Stride Rite foi adquirida pela Payless ShoeSource no Outono de 2007.
As caixas de sapato Saucony já tiveram a frase "sock a knee" impressa nelas. O modelo Saucony representa o fluxo constante do Saucony Creek, e os pedregulhos que forram o leito do riacho.
A empresa é também um produtor de calçado de corrida popular, fazendo sapatos de alta qualidade para corridas de cross country e trilhas. Saucony também faz sapatos para eventos específicos de trilhas e atletismo.

## Tecnologia do calçado
Como todos os outros fabricantes de calçado de corrida, a Saucony usa muita tecnologia para melhorar o desempenho de seus calçados. O sistema de amortecimento escolhido pela Saucony é o "Grid". O 'Grid' tem sido usado como seu sistema de amortecimento principal por mais de 15 anos. Outras tecnologias utilizadas são 'Flexion Plate", "Arch-Lock' e o novo 'Comfortemp', que é um avanço tecnológico na indústria do calçado. Ele lê a temperatura da pele e reage opostamente, para ficar mais frio quando está quente e mais quente quando está frio. Todas estas tecnologias estão evidenciadas no sapato "Progrid Paramount".